# Хустянська сільська рада
Хустя́нська сільська́ ра́да — колишній орган місцевого самоврядування в Буринському районі Сумської області. Адміністративний центр — село Хустянка.

## Загальні відомості
- Населення ради: 1 246 осіб (станом на 2001 рік)

## Населені пункти
Сільській раді підпорядковані населені пункти:
- с. Хустянка
- с. Харченки
- с. Шкуматове
- с. Ярове

### Колишні населені пункти
- с. Маліїв, зняте з обліку 1988 року

## Склад ради
Рада складається з 12 депутатів та голови.
- Голова ради:
- Секретар ради: Гончаренко Тамара Анатоліївна

### Керівний склад попередніх скликань
| Прізвище, ім'я, по батькові | Основні відомості                                                         | Дата обрання | Дата звільнення |
| --------------------------- | ------------------------------------------------------------------------- | ------------ | --------------- |
| Малій Іван Іванович         | Сільський голова, 1961 року народження, освіта вища, безпартійний         | 26.03.2006   | 31.10.2010      |
| Малій Іван Іванович         | Сільський голова, 1961 року народження, освіта вища, член Партії регіонів | 31.10.2010   | 15.04.2014      |

Примітка: таблиця складена за даними сайту Верховної Ради України